# Народен враг (пиеса)
„Народен враг“ (на норвежки: En folkefiende) е театрална пиеса от 1882, написана от норвежкия драматург Хенрик Ибсен. Ибсен пише пиесата като отговор на обществения протест срещу пиесата му Призраци, която е смятана за скандална по време на написването ѝ. Призраци осмива лицемерието на викторианския морал и е смятана за неморална заради препратките ѝ към сифилиса.
Обществен враг е насочена към ирационалните тенденции на масите и лицемерната и подкупна природа на политическата система, която те подкрепят. Пиесата е история за смелата битка на един мъж, който се бори да направи правилните неща и да казва истината в лицето на крайна социална нетърпимост.
На български език в 1911 г. излиза първи превод на пиесата, направен от немски, а по късно Народен враг се издава превод от оригинала.